# Juan Garaizabal
Juan Garaizabal es un artista conceptual, escultor y grabador. 
Artista polifacético, ha experimentado también con el dibujo, videoarte, instalaciones luminosas y acústicas. Es conocido internacionalmente por sus esculturas públicas monumentales. 
Su proyecto personal Memorias Urbanas (Urban Memories) recupera con estructuras escultóricas y luz elementos arquitectónicos desaparecidos, llenando vacíos urbanos históricamente significativos.
Nació en Madrid en 1971.

## Trayectoria
Estudia dibujo en IB 67, en Madrid, y realiza estudios superiores en CESEM, Reims, Francia, compaginando sus inicios creativos con la transformación de espacios y lofts, adquiriendo experiencia con distintos materiales. En su etapa actual, trabaja entre Berlín y Madrid en la intervención conceptual sobre espacios públicos.
Realiza con sus manos buena parte de sus obras, empleando técnicas de forja de hierro y acero, iluminación, carpintería, albañilería y materiales plásticos.

## Instalaciones Públicas

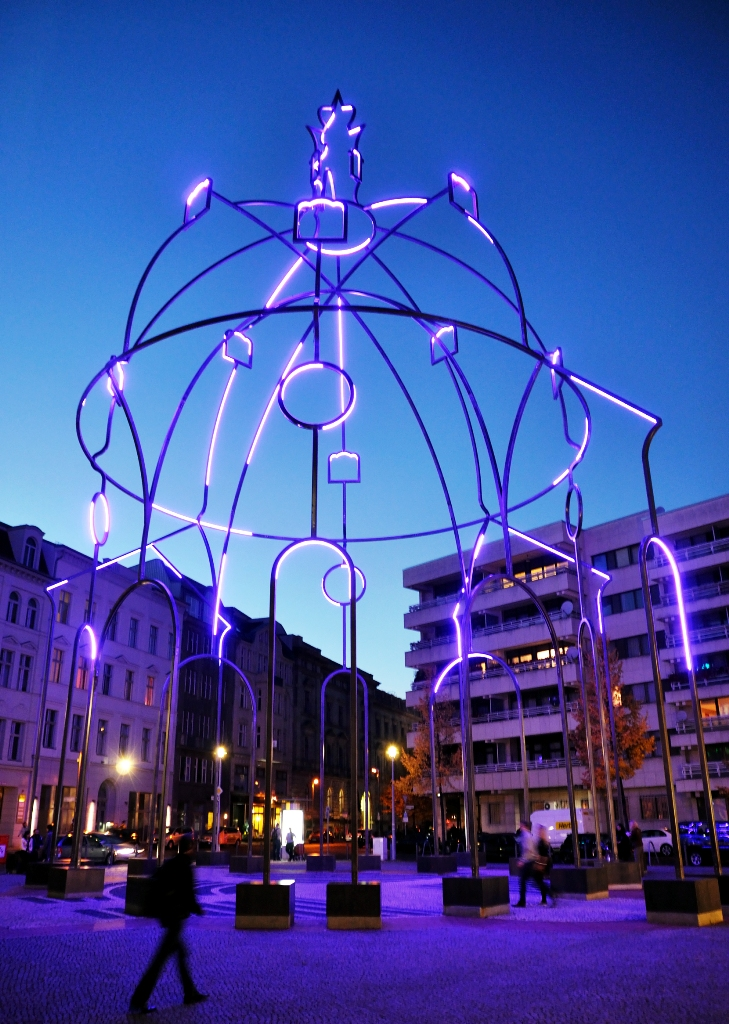
Memoria Urbana Belin

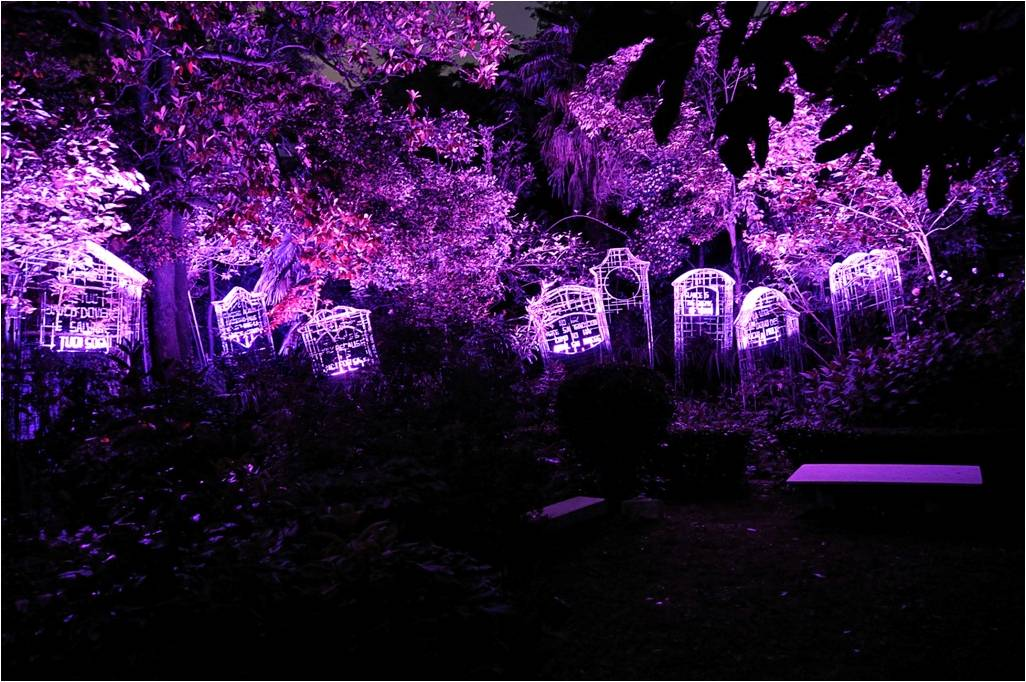
Juan Garaizabal Memoria del Giardino

- 2006: Blosque de Flores, Valencia, España.[4]
- 2007: Memoria Urbana Bucarest, Uranus Area. Noaptea Alba, Rumania.[5]
- 2011: Archives Stairway. Connecticut, Estados Unidos.
- 2012: Memoria Urbana Berlín, Alemania.[6]
- 2013: Memoria del GiardinoVenecia, Italia. Comisariado por Barbara Rose.[7]
- 2016: Memoria Urbana Miami; Balcón de La Habana, Estados Unidos.[8]

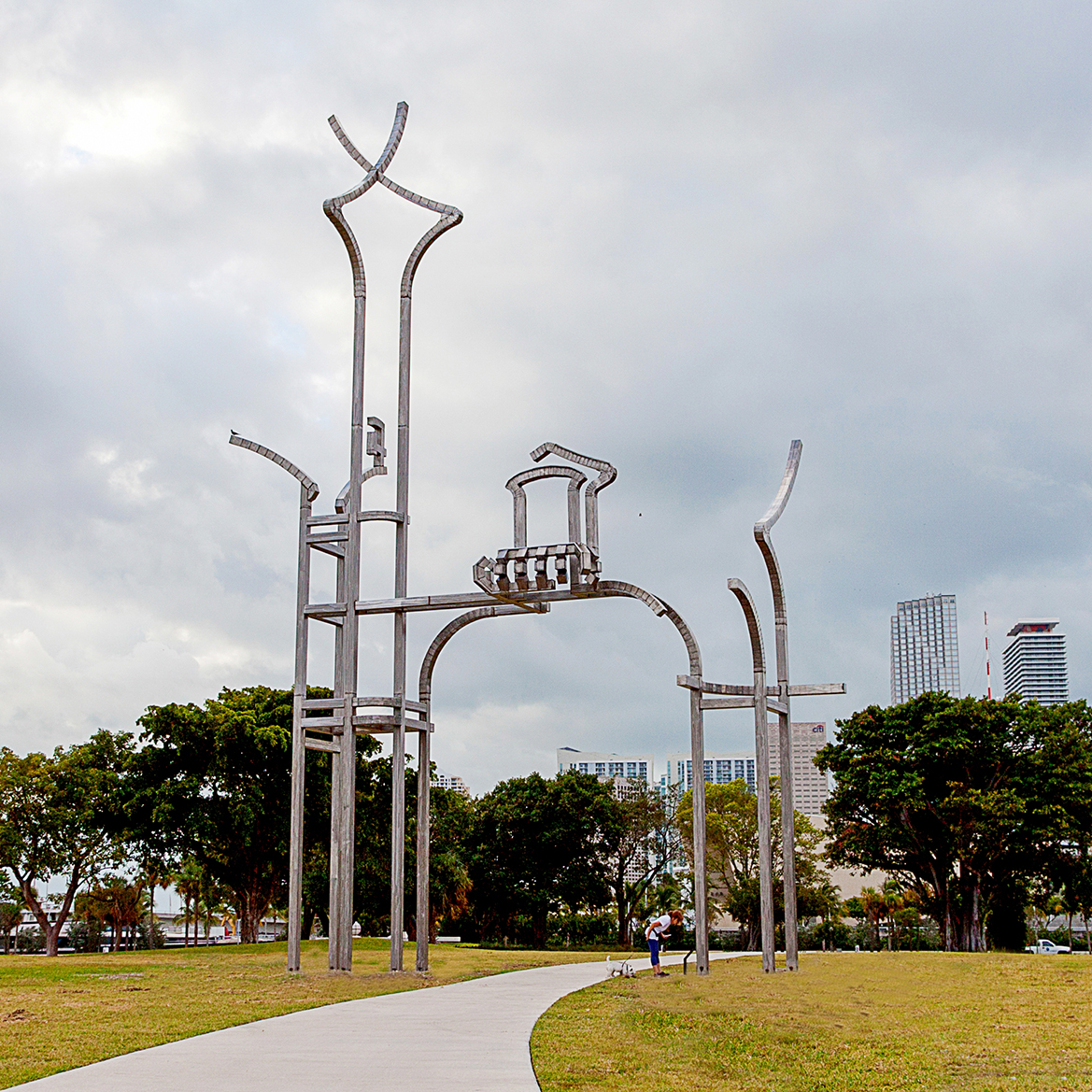
Havana's Balcony in Museum Park Miami

- 2018: Memoria Urbana Segovia Hay Festival.
- 2020: Piedra Sobre Piedra, Toledo, España.[9]
- 2020: Ever Time Gate, Shanghái, China.[10]
- 2021: Four Monumental Sculptures, París, Francia.[11]
- 2021: Fondation Prince Albert, Mónaco.[12]
- 2021: Biennale de Sculpture, Saint-Paul-de-Vence, Francia.[13]
- 2023: Ever Time Balcony, Shanghái, China.[14]
- 2024: La Memoria del Vidrio, Valencia, España.[15]
- 2024: Land of Dilmun and Door of Dilmun, Manama, Baréin.[16]
- 2025 : Memoria Urbana : Les Bains Napoléon, Biarritz, Francia.[17]

## Vida personal
Entre 1998 y 2007 cruzó en distintas etapas el continente africano desde Madrid hasta Ciudad del Cabo. En el presente vive y trabaja entre Berlín y en Madrid, compaginándolo con talleres temporales para otros proyectos. Es padre de dos hijas.